# Chiesa dei Santi Fermo e Rustico (Berzo San Fermo)
La chiesa dei Santi Fermo e Rustico è la parrocchiale di Berzo San Fermo in provincia e diocesi di Bergamo, e fa parte del vicariato di Borgo di Terzo-Casazza.

## Storia
La devozione ai santi Fermo e Rustico è molto antica nella bergamasca, per tradizione si tramanda che i corpi dei due santi Fermo e Rustico che avevano subito il martirio a Verona, furono rubati da alcuni mercati e portati di nascosto a Bergamo, dove già la loro devozione era molto viva, per questo vi erano già sul territorio chiese a loro dedicate.
La chiesa di Berzo San Fermo è molto antica, eretta nel 712. L'edificio fu ricostruito nel 1342 e citato nel 1360, nel “nota ecclesiarum” voluto da Bernabò Visconti, per conoscere i benefici che godevano le tante chiese e i monasteri del territorio di Bergamo e poi definirne i tributi e dazi da versare alla famiglia Visconti di Milano. Il documento cita un beneficio a nome del “presbiter Bertulinus de Piperata”.
Alla parrocchia il 9 febbraio 1495 fu unita quella di Grone con atto notarile riportato nel censuale del vescovo di Bergamo Vittore Soranzo della seconda metà del Cinquecento. Pur mantenendo due chiese distinte, erano soggette a un unico presbitero che doveva aver cura di entrambi i parrocchiani, e versare alla curia di Bergamo un censuale in cero, come indicato nella relazione del vescovo Pietro Lippomano del 1540.
Il 25 ottobre 1575 la chiesa fu visitata da san Carlo Borromeo arcivescovo di Milano, dalla cui relazione si desume che vi era un parroco mercenario “cum licentia ordinarii”. La chiesa risulta che fosse inserita già dal XIV secolo tra le chiese sottoposte a censo e che era appartenente alla vicaria di Mologno. Dalla relazione della visita pastorale del vescovo san Gregorio Barbarigo del 1659 si deduce che vi era un solo parroco e che vi era la scuola del Santissimo Sacramento che gestiva l'altare maggiore.
Nel 1666 la chiesa fu inserita nel “Sommario delle chiese di Bergamo”, elenco redatto dal cancelliere della curia vescovile Giovanni Giacomo Marenzi, indicata sempre con l'intitolazione dei santi Fermo e Rustico martiri, che si trovava in val Cavallina appartenente alla pieve di Mologno.. Il vescovo di Bergamo Giovanni Paolo Dolfin visitò la chiesa il 30 agosto 1770, dagli atti si evince che nella chiesa vi erano le scuole del Santissimo Sacramento e del santo Rosario che gestiva l'altare omonimo.
Una nuova chiesa fu edificata a partire dal 1602 in sostituzione di quella più antica, e che fu più volte rimodernata, ampliata e rivista architettonicamente, fino al Settecento, mentre la facciata fu terminata solo nel 1891, con la consacrazione nel 1912 impartita dal vescovo Giorgio Gusmini. Con decreto del 27 maggio 1979 del vescovo Giulio Oggioni la chiesa fu inserita nel vicariato locale di Borgo di Terzo-Casazza.

## Descrizione
L'edificio è orientato a ovest ed è preceduto dal sagrato, con la facciata completamente rivestita in marmo di Zandobbio nel XX secolo, copertura che ha mantenuto la linee architettonica originaria. Tripartita da quattro lesene complete di basamento e capitello che reggono la trabeazione e il timpano triangolare dove vi è la scritta D.O.M. e terminante con la croce ferrea.
L'interno a pianta rettangolare e unica navata, si presenta divisa da lesene stuccate e lucidate, in tre campate con due cappella leggermente sfondate. L'aula termina con la zona absidale semicircolare con volta e il coro a catino finemente decorata.
L'aula conserva opere di importante interesse artistico tra i quali il dipinto di Gian Paolo Cavagna raffigurante il Martirio dei santi Fermo e Rustico,  opere di Francesco Lorenzi, Gianbettino Cignaroli, e Federico Ferrario. Mentre la torre campanaria eretta nel Settecento, conserva tracce dell'antica struttura del 712.